# Wizz Air
Wizz Air er et ungarsk førende lavprisflyselskab med hovedkontor i Budapest i Ungarn. 

## Reference
1. ↑  "Wizz Air Online Booking". Wizz Air (engelsk).
2. ↑  "Wizz Air Map". Wizz Air (engelsk).

| Firma | Spire Denne artikel om et firma eller en virksomhed er en spire som bør udbygges. Du er velkommen til at hjælpe Wikipedia ved at udvide den. |

- Wikimedia Commons har flere filer relateret til Wizz Air